# Donovan Bailey
Donovan Bailey, född 16 december 1967 i Manchester Parish i Jamaica, är en kanadensisk friidrottare. Bailey emigrerade tillsammans med sin familj från Jamaica till Kanada vid 13 års ålder. Bailey är 183 cm lång och väger 82 kg. Bailey, som nu avslutat sin löparkarriär, är alltjämt världsrekordinnehavare på 50 meter (inomhus) och kanadensisk rekordinnehavare på 100 meter.

## Individuell karriär
Bailey blev världsmästare på 100 meter vid Världsmästerskapen i Göteborg 1995. Bailey noterades för 9,97, silvret vanns av landsmannen Bruny Surin. Tidigare samma säsong hade Bailey i Montréal 15 juli noterat kanadensiskt rekord med tiden 9,91. Karriärens största ögonblick inföll emellertid året efter vid olympiaden i Atlanta (GA, USA) där Bailey vann guldmedaljen före namibiern Frankie Fredericks (9,89) och trinidadiern Ato Boldon (9,90). Baileys segertid 9,84 var nytt världsrekord med en hundradels marginal (ännu gällande kanadensiskt rekord, senare tangerat av Bruny Surin).
Vid världsmästerskapen 1997 i grekiska Aten fick dock Bailey abdikera från tronen som världens kvickaste man, då amerikanen Maurice Greene (9,86) vann finalen före Bailey (9,91).

## Stafett
Bailey ingick i det kanadensiska stafettlaget som vann 4x100 meter i Göteborg 1995 på tiden 38,31, före Australien 38,50 och Italien 39,07. Guldmedaljerna till trots ansågs allmänt Förenta staterna (som växlat bort sig i försökstävlingen) varit det främsta laget. Inför finalen i OS 1996 var hemmanationen Förenta staterna favorit, trots att Bailey slagit världsrekord i den individuella finalen. Med Bailey som slutman krossade emellertid kanadensarna allt motstånd med tiden 37,69 sekunder. Förenta staterna tog silvret (38,05) och Brasilien bronset (38,41).
I VM i Aten 1997 vann Kanada guldet på tiden 37,86 före Nigeria (38,07) och Storbritannien (38,14). Noterbart är att precis som Bailey hade samtliga kanadensiska finallöpare i stafett under 1990-talet utländskt ursprung. Precis som Bailey härstammar Robert Esmie och Atlee Mahorn från Jamaica medan Bruny Surin härstammar från Haiti och Glenroy Gilbert från Trinidad och Tobago.
Kanadas rykte hade varit synnerligen skamfilat sedan Ben Johnson 1988 avslöjats som fuskare genom intag av anabola steroider.

## Bailey mot Johnson på 150 m
Bakgrund
Den icke-officiella titeln som "världens snabbaste man" går vanligtvis till den olympiske (eller världs-) mästaren på 100 m. Men 1996 var det många, speciellt amerikaner, som påpekade att Michael Johnsons nysatta världsrekord på 200 m (19,32 s) var snabbare än Baileys rekord (9,84 s) på 100 m (om man splittar 200 m-världsrekordet ger det 9,66 s per 100 m). 1997 började Johnson i TV-framträdanden tala om sig själv som världens snabbaste man. Bailey vägrade till en början att anta utmaningen och menade att världens snabbaste man avgjordes i de olympiska spelen i Atlanta 1996 där han vann på 100 m. Ett möte mellan dem i Torontos SkyDome (heter numera Rogers Centre) den 31 maj 1997 bokades in.
Loppet
Loppet bestod av 75 m kurva och 75 m raksträcka, en unik bana. Bailey överraskades av detta men bestämde sig för att springa ändå. Löparna tog position med Bailey på innerbanan och Johnson på den yttre. Det hela slutade dock i ett antiklimax då Johnson skadades efter cirka 110 m och Bailey kunde enkelt vinna loppet och förstapriset på 1,5 miljoner dollar. Johnson fick 500,000 dollar. Baileys tid i mål var 15,00 s (icke-officiell tid, då det inte var på en normal bana). Vissa anser att Johnson löpte normalt tills Bailey hann ikapp honom.

## Medaljer
Guld
- OS 1996: 100 meter (9,84, Världsrekord)
- OS 1996 4x100 meter (Kanada: Esmie, Gilbert, Surin och Bailey, 37,69 Samväldesrekord/NR)
- VM 1995: 100 meter (9,97)
- VM 1995 4x100 meter (Kanada: Bailey, Esmie, Gilbert och Surin, 38,31)
- VM 1997 4x100 meter (Kanada: Esmie, Gilbert, Surin och Bailey, 37,86)

Silver
- VM 1997: 100 meter (9,91)

## Rekord
- 60 meter: 6,60,  Manaus 24 januari 1997 (Världs bästa notering - utomhus)
- 100 meter: 9,84, Atlanta, 27 juli 1996
- 150 meter: 15,01, Sheffield, 29 juni 1997
- 200 meter: 20,42, Luzern, 2 juli 1998

Inomhus
- 50 meter: 5,56, Reno, 9 februari 1996 (Världsrekord)
- 60 meter: 6,51, Maebashi, 7 februari 1997
- 200 meter: 20,82, Sindelfingen, 4 mars 1995